# Chambre à bulles

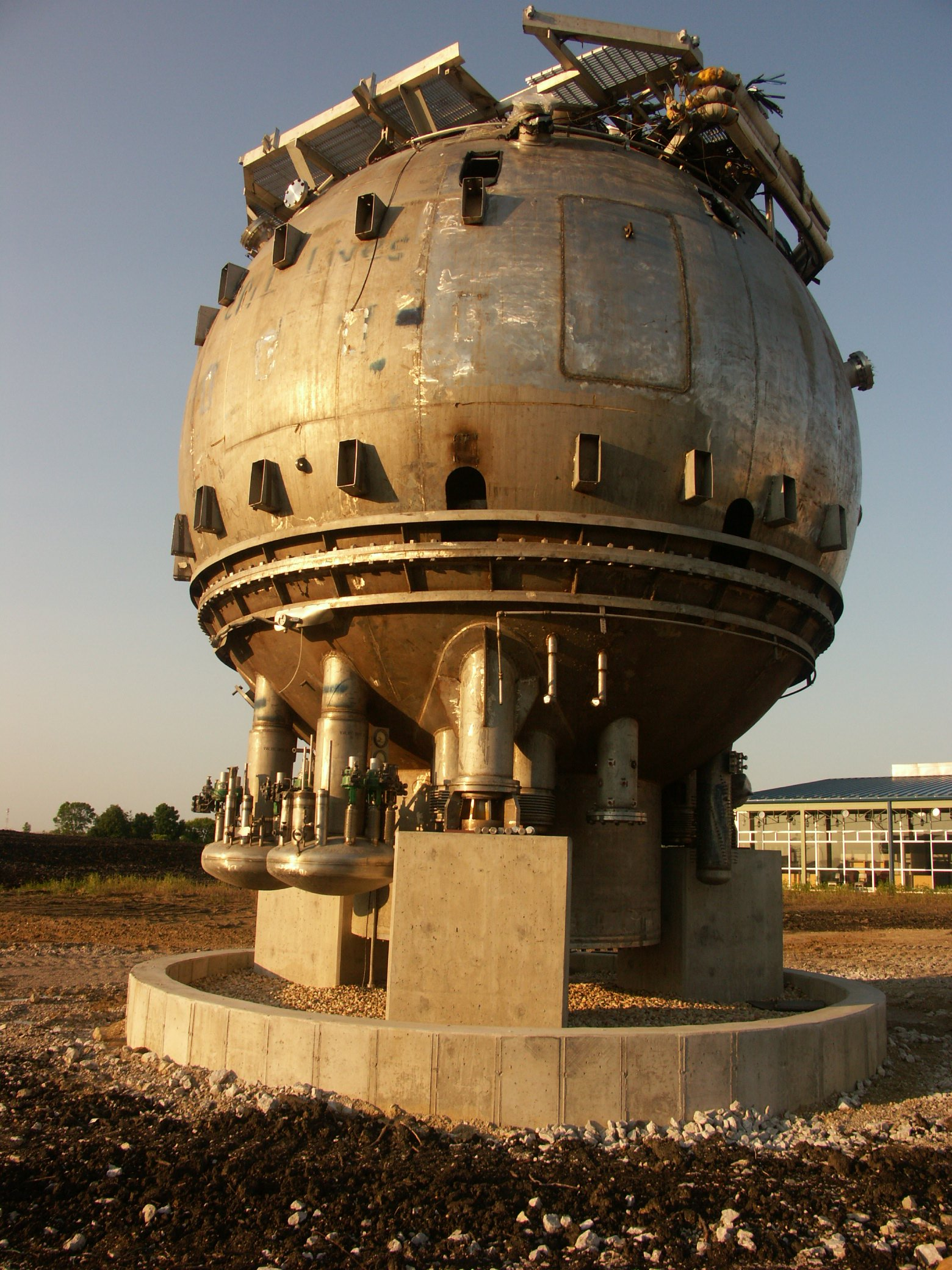
Chambre à bulles exposée à l'extérieur d'un bâtiment du Fermilab.

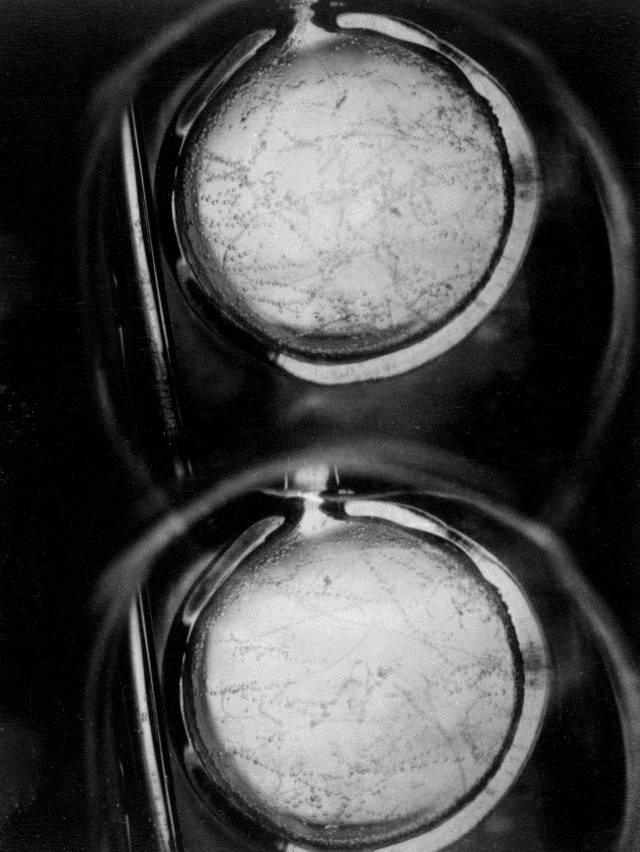
Premières traces observées par John Wood dans de l'hydrogène liquide en 1954.

Une chambre à bulles est un espace fermé (en forme de cuve ou de sphère en général) contenant un liquide (ex. : hydrogène liquide) maintenu dans un état surchauffé, de façon que les particules ionisantes passant dans le milieu le portent sur leur passage à ébullition se matérialisant par des bulles. Ces chambres étaient utilisées comme détecteur de particules au milieu du XXe siècle.

## Étude des particules
La chambre étant généralement placée dans un champ magnétique important, la trajectoire de la particule est courbée. 
Son passage dans cette cuve se traduit par la formation le long de sa trajectoire d'une traînée de bulles, qui peuvent ensuite être observées et photographiées ou filmées. Cela est dû à l'état métastable dans lequel est maintenu le liquide.
Les caractéristiques de la trajectoire (courbure et densité des bulles) permettent ensuite de déduire la masse et la charge de la particule.
Dans ce type de détecteurs, les particules ont une trajectoire en forme de spirale logarithmique, qui s'interrompt brusquement  : ces interruptions signifient que la particule a été absorbée (par un atome par exemple).

## Histoire
La chambre à bulles a été inventée par Donald A. Glaser en 1952, ce qui lui valut le prix Nobel de physique en 1960.

## Fonctionnement
Une chambre à bulles fonctionne sur le même principe qu'une chambre à brouillard mais au lieu d'être saturée en vapeur, la chambre à bulles est remplie d'un liquide chauffé à une température très proche de sa température d’ébullition. Au moment où les particules entrent dans le détecteur, un piston, qui jusque-là appliquait une pression sur le liquide, se relève réduisant ainsi la pression. Le liquide se trouve alors dans un état surchauffé métastable que les particules chargées vont venir perturber. 
Quand les particules chargées traversent le liquide, elles l'ionisent permettant au liquide de se vaporiser sur leur chemin créant de petites bulles. Ces bulles vont grossir avec l'expansion de la chambre et pourront être détectées par des caméras. On obtient ainsi une vision en trois dimensions de la trajectoire des particules.
La chambre à bulles est plongée dans un champ magnétique puissant. Les particules chargées qui la traversent subissent alors la force de Lorentz qui courbe leur trajectoire. En fonction de la direction de la courbure de la trajectoire et du sens du champ magnétique appliqué, on est en mesure de savoir le signe de la particule détectée. De plus, en mesurant le rayon de courbure des trajectoires, on peut mesurer la vitesse à laquelle se déplacent les particules et donc en déduire l'énergie.

## Avantages
- Simplicité des principes et de la mise en œuvre.

## Inconvénients
- Lenteur de l'effacement des traces (par recompressions complète des bulles) ;
- lourdeur de l'examen (autrefois toujours visuel) des photos pour détecter les « événements » intéressants ;
- manque de précision pour la mesure des traces.

## Observations
Le trajet de particules chargées dans cette chambre, tel que les électrons ou les rayonnements 𝜷- et 𝜷+ est saccadé. Cette trajectoire sinueuse est due à la faible masse de la particule subissant des changements de directions par collision (sur des électrons par exemple) et par Bremsstrahlung. 

## Évolutions
Elle a été remplacée dans les années 1970 par d'autres détecteurs à lecture électronique, notamment la chambre multifilaire (MWPC) et la chambre à dérive (TPC).